# Фром (река)
Фром (англ. Frome) — река протяжённостью 35,4 км (22 мили) в Англии. Площадь водосборного бассейна — 176,36 км².
Река течёт в западном направлении. Впадает в Эйвон на территории Бристоля.

## Этимология
Название реки происходит от слова ffraw — 'хороший, быстрый'.

## История
Ранее на реке Фром стояли водяные мельницы.
В 1980-х годах русло реки было канализировано с целью защиты от наводнений.